# Lista över bästsäljande Game Boy Advance-spel
Det här är en lista över bästsäljande Game Boy Advance-spel som har sålt eller skeppat minst en miljon exemplar

## Listan

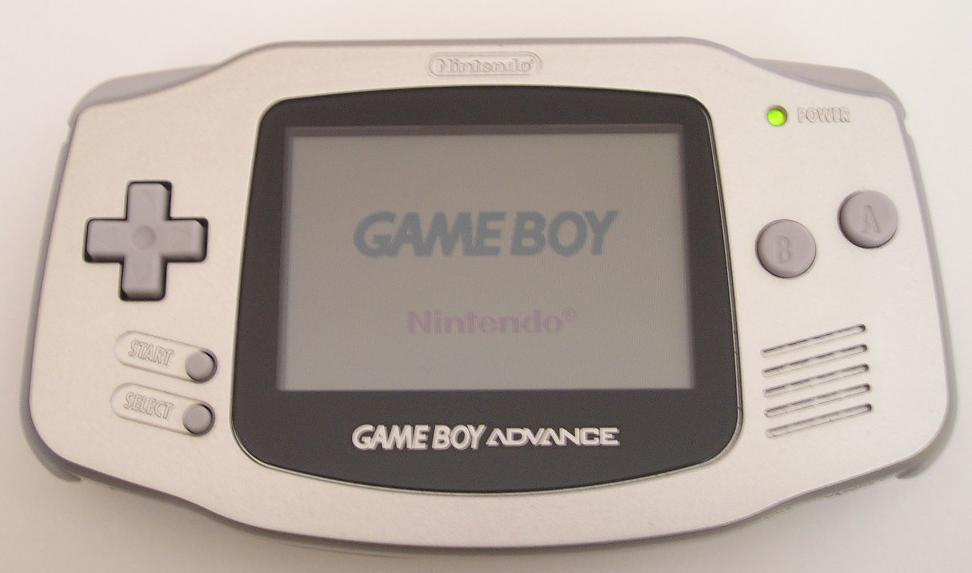
Game Boy Advance

| Titel                                                 | Sålda exemplar | Försäljningsandelar                                                |
| ----------------------------------------------------- | -------------- | ------------------------------------------------------------------ |
| Pokémon Ruby och Sapphire                             | 16,22 miljoner | i.u.                                                               |
| Pokémon FireRed och LeafGreen                         | 11,82 miljoner | i.u.                                                               |
| Pokémon Emerald                                       | 6.32 miljoner  | i.u.                                                               |
| Mario Kart: Super Circuit                             | 5,91 miljoner  | i.u.                                                               |
| Super Mario World: Super Mario Advance 2              | 4,179 miljoner | - 3,16 miljoner i USA - 919 234 i Japan - 100 000 i Storbritannien |
| Super Mario Advance                                   | 3,938 miljoner | - 2,85 miljoner i USA - 887 505 i Japan - 200 000 i Storbritannien |
| Super Mario Advance 4: Super Mario Bros. 3            | 3.698 miljoner | - 2,88 miljoner i USA - 718 207 i Japan - 100 000 i Storbritannien |
| Namco Museum                                          | 2,96 miljoner  | 2,96 miljoner i USA                                                |
| Pokémon Pinball: Ruby & Sapphire                      | 2,5 miljoner   | i.u.                                                               |
| Pokémon Mystery Dungeon: Red Rescue Team              | 2,2 miljoner   | i.u.                                                               |
| Yoshi's Island: Super Mario Advance 3                 | 2,196 miljoner | - 1,58 miljoner i USA - 515 633 i Japan - 100 000 i Storbritannien |
| Kirby: Nightmare in Dreamland                         | 2,1 miljoner   | - 1,12 miljoner i USA - 832 901 i Japan - 150 453 i Europa         |
| The Legend of Zelda: A Link to the Past & Four Swords | 2,024 miljoner | - 1,63 miljoner i USA - 293 989 i Japan - 100 000 i Storbritannien |
| Mario & Luigi: Superstar Saga                         | 1,899 miljoner | - 1,46 miljoner i USA - 438 781 i Japan                            |
| Finding Nemo                                          | 1,84 miljoner  | - 1,55 miljoner i USA - 90 560 i Japan - 200 000 i Storbritannien  |
| Famicom Mini: Super Mario Bros.                       | 1,749 miljoner | - 1,32 miljoner i Japan - 429 235 i USA                            |
| Kingdom Hearts: Chain of Memories                     | 1,742 miljoner | - 1,2 miljoner i USA - 342 341 i Japan - 200 000 i Europa          |
| Yu-Gi-Oh! The Eternal Duelist Soul                    | 1,71 miljoner  | - 1,3 miljoner i USA - 410 534 i Japan                             |
| Frogger's Adventures: Temple of the Frog              | 1,7 miljoner   | 1,7 miljoner i USA                                                 |
| Pac-Man Collection                                    | 1,6 miljoner   | 1,6 miljoner i USA                                                 |
| Sonic Advance                                         | 1,515 miljoner | - 1,21 miljoner i USA - 204 542 i Japan - 100 000 i Storbritannien |
| Sonic Advance 3                                       | 1,5 miljoner   | i.u.                                                               |
| Dragon Ball Z: The Legacy of Goku                     | 1,4 miljoner   | 1,4 miljoner i USA                                                 |
| The Incredibles                                       | 1,396 miljoner | - 1,18 miljoner i USA - 16 492 i Japan - 200 000 i Storbritannien  |
| Donkey Kong Country                                   | 1,352 miljoner | - 1,1 miljoner i USA - 251 878 i Japan                             |
| Mega Man Battle Network 4                             | 1,35 million   | i.u.                                                               |
| Kirby & the Amazing Mirror                            | 1,324 miljoner | - 620 000 i USA - 704 295 i Japan                                  |
| Spyro: Season of Ice                                  | 1,29 miljoner  | - 1,19 miljoner i USA - 100 000 i Storbritannien                   |
| Metroid Fusion                                        | 1,286 miljoner | - 1,13 miljoner i USA - 155 528 i Japan                            |
| Harry Potter och Hemligheternas kammare               | 1,2 miljoner   | - 1,1 miljoner i USA - 100 000 i Storbritannien                    |
| Disney Princess                                       | 1,17 miljoner  | - 1,07 miljoner i USA - 100 000 i Storbritannien                   |
| Final Fantasy Tactics Advance                         | 1,102 miljoner | - 660,000 i USA - 441 926 i Japan                                  |
| Golden Sun                                            | 1,08 miljoner  | - 742 000 i USA - 338 097 i Japan                                  |
| Sonic Advance 2                                       | 1,016 miljoner | - 740 000 i USA - 176 451 i Japan - 100 000 i Storbritannien       |
| The Legend of Zelda: The Minish Cap                   | 1 miljon       | i.u.                                                               |
| Wario Land 4                                          | 1 miljon       | i.u.                                                               |
| WarioWare: Twisted!                                   | 1 miljon       | i.u.                                                               |

Totalt antal Game Boy Advance-spel sålda fram till 31 mars 2009: 377,42 miljoner.